# Hemptah I.
Hemptah I. war um 805 bis 790 v. Chr. während der 22. Dynastie (Dritte Zwischenzeit) Herrscher von Herakleopolis.
Er war der Sohn des Ptahudjanchef und einer Tanetsepeh III. und Nachfolger des Pmui III. Verheiratet war Hemptah I. mit einer Tjankemit.